# In pectore
In pectore (In pectore Latinsky „v hrudi/srdci“) je termín používaný v katolické církvi pro jednání, rozhodnutí nebo dokument, který má být uchováván v tajnosti. Nejčastěji se používá, když dojde k papežskému jmenování do kardinálského sboru bez veřejného oznámení jména tohoto kardinála. Papež si toto jméno vyhrazuje pro sebe. Italská jazyková verze fráze – v petto – se také příležitostně používá. Když je jméno nového kardinála oznámeno uvádí se, že je zveřejněno. Ne každé jmenování in pectore bylo nakonec zveřejněno.

## Užití
Od doby, kdy tato praxe vznikla (v průběhu 16. století), se její použití velmi měnilo. Někteří papežové jmenování in pectore používali zřídka nebo vůbec, zatímco jiní ho používali pravidelně. V první polovině 19. století jmenoval papež Řehoř XVI. polovinu ze svých 75 kardinálů in pectore a několik po své smrti ponechal neidentifikovaných.